# Mazyàdides
Els mazyàdides o dinastia mazyàdida o dels Banu Màzyad fou una nissaga àrab de l'Iraq central que va governar entre el segle x i el xii. Eren descendents del clan Nàixira de la tribu Banu Àssad, establerts entre Kufa i Hit.
El primer esmentat és Alí (I) ibn Màzyad, que fou protector (himaya) de Sura i el seu districte nomenat pel visir de l'emir buwàyhida Muïzz-ad-Dawla, Abu-Muhàmmad al-Hàssan al-Muhal·labí (visir del 956 al 963). Devia ser jove quan fou nomenat doncs va governar bastants anys, però no se sap gaire cosa del seu govern; en algun moment va dirigir una expedició contra els Banu Khafadja, i el 1003 el seu territori (que no se sap quin era) li fou confirmat pel amir-al-djuyush buwàyhida de l'Iraq, al-Hasan ibn Ustadh Hurmuz; el 1006/1007 va rebre del buwàyhida Bahà-ad-Dawla el territori d'al-Djamiayn a l'Eufrates que abans havia estat dels uqàylides de Mossul i que al llarg del segle va agafar el nom d'al-Hilla (El Camp); als darrers anys de la seva vida va lluitar contra una branca de la família, els Banu Dubays. Ja hauria mostrat submissió o desafiament segons el poder dels seus sobirans. Els mazyàdides eren xiïtes i el seu domini es va estendre per tot el que eren territoris de majoria xiïta de l'Iraq incloent Karbala i Nadjaf i amb capital a al-Hilla.
Alí hauria mort després de més de 55 anys de regnat el 1017 i l'hauria succeït un fill tingut ja de gran, el jove de catorze anys Dubays (I) ibn Alí.
Vageu article principal: Dubays ibn Alí.
Dubays va conservar la seva posició fins a la seva mort el 1082 a l'edat de vuitanta anys. El va succeir el seu fill Abu-Kàmil Mansur que va regnar poc temps. Va tenir com a successor el seu fill Sàdaqa (I) ibn Mansur sent reconegut pel sultà seljúcida Màlik-Xah I com a senyor dels territoris de l'Iraq central a l'oest del Tigris. Es va fer independent dels seljúcides vers el 1102 però fou derrotat i mort la batalla d'al-Numaniyya, prop d'al-Madain, el 1108. El seu fill Dubays (II) ibn Sàdaqa fou fet presoner i no va poder retornar a al-Hilla fins al 1118.
Vegeu articles principals: Sàdaqa ibn Mansur i Dubays ibn Sàdaqa.
Dubays ibn Sàdaqa es va haver de refugiar a Maragha amb el seljúcida Massud ibn Muhàmmad que el 1135 el va fer matar junt amb el califa al-Mústarxid. El va succeir el seu fill Sàdaqa (II) ibn Dubays, que va sostenir a Massud ibn Muhàmmad contra el seu nebot Daud ibn Mahmud, però va morir en el curs de la lluita (1137/1138) i el va succeir el seu germà Muhàmmad ibn Dubays que fou expulsat al cap de poc pel seu germà Alí (II) ibn Dubays.
A la seva mort el 1150/1151 al-Hilla va passar al domini del califa al-Muktafí encara que el domini d'aquest s'alternava amb els dels generals turcs del sultà seljúcida Muhàmmad ibn Arslan-Xah i finalment el califa va abandonar la ciutat el 1156/1157 i la van deixar en mans dels generals del sultà fins al 1163 quan al-Mústanjid va enviar un exèrcit que amb el suport dels beduïns Banu l-Muntafik va ocupar la ciutat. Els mazyàdides que hi vivien foren massacrats així com els seus partidaris asadites; els que es van escapar de la matança van haver de fugir.

## Llista d'emirs
- Alí (I) ibn Màzyad vers 1060-1017
- Dubays (I) ibn Alí 1017-1082
- Mansur ibn Dubays 1082-1086
- Sàdaqa (I) ibn Mansur 1086-1108
- Dubays (II) ibn Sàdaqa 1108-1135
- Sàdaqa (II) ibn Dubays 1135-1138
- Muhàmmad ibn Dubays 1138-1145
- Alí (II) ibn Dubays 1140-1150

## Genealogia
- Màzyad
  - Alí I
    - Dubays I
      - Mansur
        - Sàdaqa I
          - Dubays II
            - Sàdaqa II
            - Muhàmmad
            - Alí II

          - Badran
          - Mansur

    - Al-Muqàl·lad
    - Thàbit